# Westland Marathon 1992
De Westland Marathon 1992 werd gehouden op zaterdag 23 mei 1992. Het was de 23e editie van deze marathon. De wedstrijd werd gelopen onder zeer warme omstandigheden (28 graden). Start en finish lagen in Maassluis.
De Rus Juri Pavlov won de wedstrijd bij de mannen in 2:19.47. Hij had een ruime voorsprong op de Pool Edward Rydzewski, die in 2:22.02 finishte. De beste Nederlander was Michel de Maat met een derde plaats in 2:23.07. Bij de vrouwen was de Russische Natalya Balyakina het snelste in 2:58.07.

## Uitslagen

### Mannen
| rang   | naam              | land | tijd    |
| ------ | ----------------- | ---- | ------- |
| Goud   | Juri Pavlov       | RUS  | 2:19.47 |
| Zilver | Edward Rydzewski  | POL  | 2:22.02 |
| Brons  | Michel de Maat    | NED  | 2:23.07 |
| 4      | Jan van Rijthoven | NED  | 2:24.31 |
| 5      | Gareth Spring     | ENG  | 2:27.28 |
| 6      | Mohamed Salmi     | ALG  | 2:28.54 |
| 8      | Leonid Mosejev    | RUS  | 2:32.29 |

### Vrouwen
| rang | naam              | land | tijd    |
| ---- | ----------------- | ---- | ------- |
| Goud | Natalya Balyakina | RUS  | 2:58.07 |

1969 ·
1970 ·
1971 ·
1972 ·
1973 ·
1974 ·
1975 ·
1976 ·
1977 ·
1978 ·
1979 ·
1980 ·
1981 ·
1982 ·
1983 ·
1984 ·
1985 ·
1986 ·
1987 ·
1988 ·
1989 ·
1990 ·
1991 ·
1992 ·
1993 ·
1994 ·
1995 ·
1996 ·
1997 ·
2014